# Filialkirche Sarmingstein

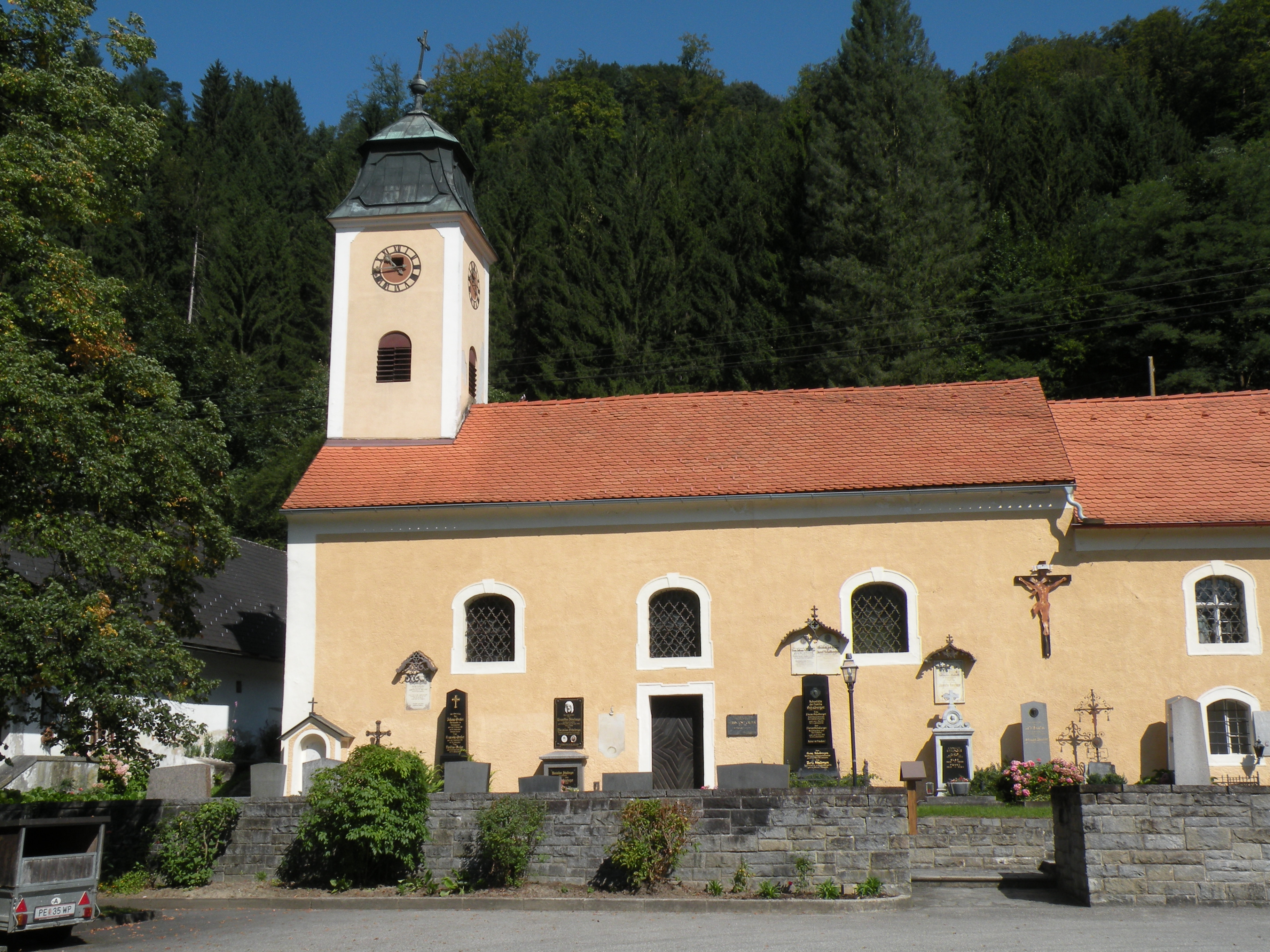
Kirche Sarmingstein

Die römisch-katholische Filialkirche Sarmingstein, auch Sankt-Kiliani-Kirche oder Marktkirche Sarmingstein genannt, steht in der Ortschaft Sarmingstein in der Gemeinde St. Nikola an der Donau in Oberösterreich. Die dem Patrozinium hl. Kilian unterstellte Kirche gehört zum Dekanat Grein in der Diözese Linz. Die Kirche steht unter Denkmalschutz (Listeneintrag).

## Geschichte
Die Kirche war vermutlich Sitz des Augustinerklosters Säbnich, das im Jahr 1147 von Otto von Machland gegründet und um 1160 nach Waldhausen im Strudengau verlegt wurde.
Ursprünglich war die Kirche Johannes dem Täufer geweiht. Nach der Übersiedlung des Klosters nach Waldhausen scheint Sarmingstein eine Doppelpfarre mit St. Nikola an der Donau gebildet zu haben. Wohl noch im 14. Jahrhundert wurde der Pfarrsitz zur Gänze nach St. Nikola verlegt. Spätestens seit 1351 ist die Filialkirche dem Patronat des Hl. Killian anvertraut.
Die ursprünglich romanische Kirche wurde um 1700 im Auftrag des Stifters Johann Jodok Ployer umgebaut und barockisiert.
1901 kam die Sarmingsteiner Kilianskirche in den Besitz der Marktkommune Sarmingstein.
Der Westturm wurde 1913 errichtet. Außenrenovierungen fanden 1985/86 statt. Innenrenovierungen erfolgten 1970 (Entfernung der historischen Einrichtung) und 1988.

## Architektur
Das Kirchengebäude besteht aus einem dreijochigen Langhaus und einem einjochigen, quadratischen Chor. Die Außenmauern sind eventuell romanischen Ursprungs. Der Chor ist etwas niedriger als das Langhaus. Die Satteldächer ruhen auf Dachstühlen des 19. Jahrhunderts.

## Innenausstattung
Das Deckengemälde mit dem hl. Nikolaus und einer Ortsdarstellung von Sarmingstein stammt von Andreas Strickner aus dem Jahr 1901. Das Harmonium wurde von der Stuttgarter Firma Ph. Trayser um 1855/60 gebaut.
Zwei große Grabdenkmäler zu beiden Seiten des Triumphbogens erinnern an den Stifter Johann Jodok Ployer († 1741) und an die „K.K. Aufschlags-Einnehmerin“ Maria Barbara Ployer geb. Grezmüller (* 4. April 1738; † 22. August 1779).